# Exepacmus johnsoni
Exepacmus johnsoni är en tvåvingeart som beskrevs av Daniel William Coquillett 1894. Exepacmus johnsoni ingår i släktet Exepacmus och familjen svävflugor.
Artens utbredningsområde är Kalifornien. Inga underarter finns listade i Catalogue of Life.